# Eublemma agrapta
Eublemma agrapta là một loài bướm đêm trong họ Erebidae.